# Remembrance of the Daleks
Remembrance of the Daleks (Le Souvenir des Daleks) est le premier épisode de la 25e saison de la première série Doctor Who. Diffusé en quatre parties, du 5 au 26 octobre 1988, il voit le retour des Daleks et fut diffusé en ouverture d'une saison hommage aux vingt cinq ans de la série.

## Accroche
Le Docteur et Ace atterrissent dans le Londres de l'année 1963. À la recherche de la Main d'Omega que le Docteur semble avoir laissée là il y a longtemps, ils vont tomber sur une guerre civile entre Daleks.

## Distribution
- Sylvester McCoy — Le Docteur
- Sophie Aldred — Ace

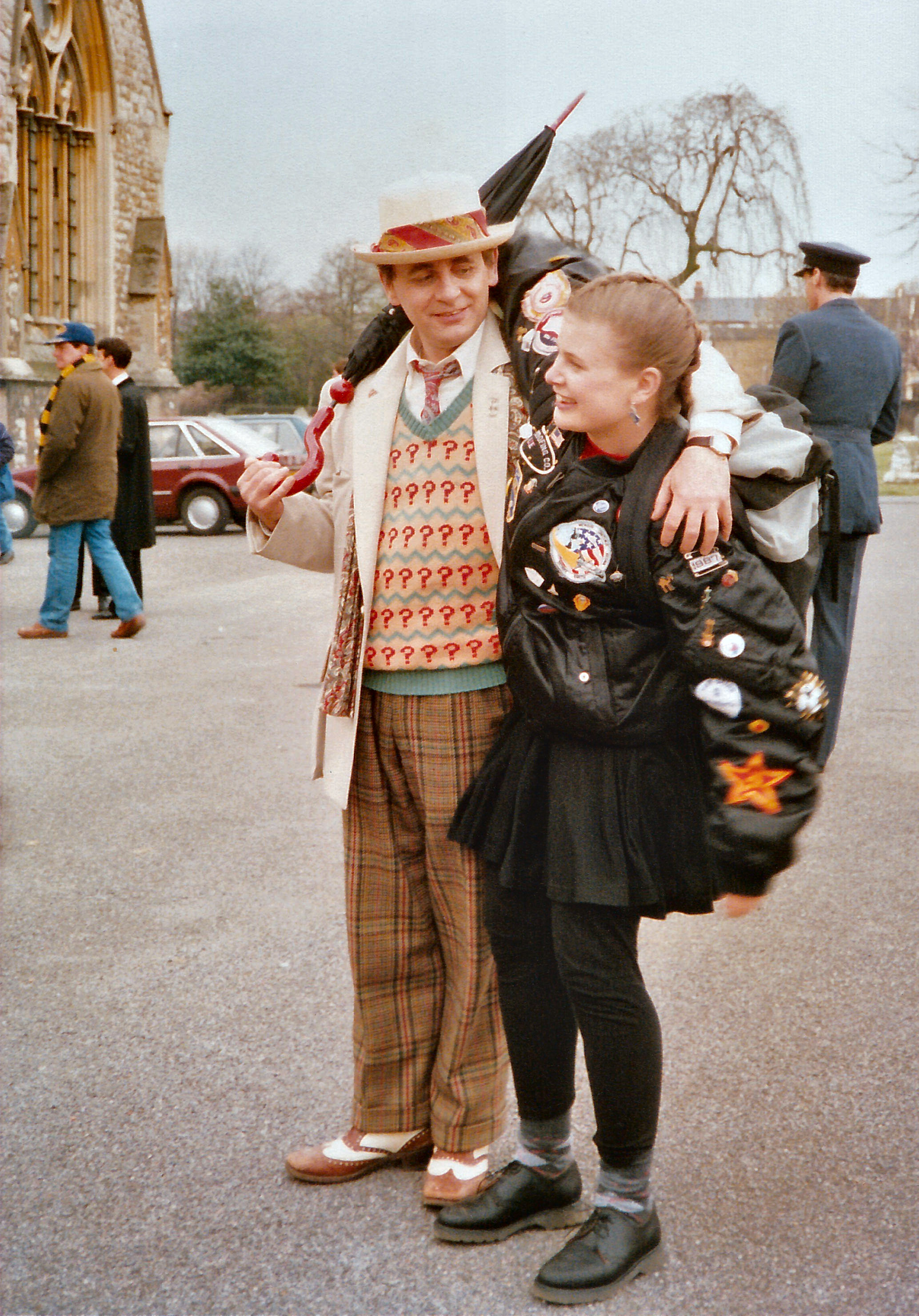
Sylvester McCoy et Sophie Aldred sur le tournage.

- Terry Molloy — L'empereur des Daleks/Davros
- Simon Williams — Le Capitaine Gilmore
- Pamela Salem — Dr Rachel Jensen
- Karen Gledhill — Allison
- Dursley McLinden — Sergeant Mike Smith
- George Sewell — Ratcliffe
- Harry Fowler — Harry
- Jasmine Breaks — La fille
- Joseph Marcell — John
- Peter Hamilton Dyer — Embery
- Michael Sheard — Le proviseur
- Peter Halliday — Le vicaire
- William Thomas — Martin
- Derek Keller — Kaufman
- John Leeson — Voix diverses
- Hugh Spight, John Scott Martin, Tony Starr, Cy Town — Les Daleks
- Roy Skelton, Royce Mills, Brian Miller, John Leeson — Voix/Voix des Daleks

## Résumé
Le Docteur et Ace arrivent dans une rue du quartier de Shoreditch à Londres en 1963. Le Docteur remarque un van noir dont l'antenne est bien trop sophistiquée pour l'époque et s'y introduit. Là, il y fait la rencontre du Dr Rachel Jensen qui a détecté quelque chose d'anormal. Cela les conduit dans une décharge publique sur Totter's Lane où se trouve un militaire qui semble avoir été tué par un tir de rayon laser. Des militaires arrivent et un Dalek gris émerge des décombres de la décharge. Le Docteur parvient à le tuer en utilisant des explosifs fournis par le sac-à-dos d'Ace. La carcasse du Dalek sera livrée par Mike, un des militaires, à Ratcliffe, le chef de la décharge, qui semble collaborer en secret avec un mystérieux Dalek noir.
Après l'explosion du Dalek, le Docteur et Ace partent au collège de Coal Hill. Dans le sous-sol du collège, ils trouvent un transmat capable de téléporter les Daleks sur Terre. Ils réussissent à le neutraliser temporairement mais s'aperçoivent qu'un Dalek blanc est resté sur place et que le proviseur du collège est un agent de ces Daleks. Le Docteur explique à Ace que les Daleks recherchent la "Main d'Omega" un artefact des seigneurs du temps capable de contrôler les étoiles et qu'il a caché lors d'une précédente venue sur Terre. Seulement, il ne s'attendait pas à ce que deux factions différentes des Daleks se retrouvent ici.
Le Docteur a caché la main d'Omega à l'intérieur d'un cercueil qui l'attend dans une compagnie de pompes funèbres et finit par l'enterrer dans un cimetière, mais celui-ci est observé par Mike, le proviseur et une étrange petite fille. Pendant que Mike révèle l'emplacement de l'objet, qui sera déterré par les hommes de Ratcliffe, le Docteur rejoint la base des militaires et apprend l'apparition d'un gigantesque vaisseau Dalek dans l'orbite de la Terre. Quelques Daleks blancs se matérialisent dans l'école grâce à l'appareil de transmat et s'attaquent à Ace. Elle est sauvée par l'arrivée des militaires et du Docteur qui a réussi à bricoler un appareil permettant de neutraliser les aliens. Toutefois le Dr Jansen constate qu'à l'intérieur des armures, les Daleks blancs sont bien plus évolués que le Dalek gris.
À la décharge, les hommes de Ratcliffe déposent la Main d'Omega avant de se faire exterminer par des Daleks gris. Ceux-ci sont aux ordres du Dalek noir, le Suprême Dalek, qui se révèle avoir sous ses ordres la mystérieuse petite fille. Celle-ci est contrôlée par les Daleks car sa petite taille permet de s'insinuer dans la machine et semble avoir un pouvoir létal lui permettant de tirer des décharges électriques avec ses mains. Après avoir détruit le transmat se trouvant dans l'école le Docteur est étonné de voir un vaisseau des Daleks impériaux se poser dans la cour de l'école. Il réussit à le neutraliser de sorte à pouvoir espionner les démarches des Daleks blancs, sous les ordres du « Dalek imperial. »
Une guerre civile éclate à la décharge entre les Daleks gris contrôlés par le Suprême Dalek et les Daleks blancs du Dalek Imperial. Profitant de la confusion, Mike et Ratcliffe tentent de s'enfuir avec un artefact du Suprême Dalek nommé le « Contrôleur temporel » mais Ratcliffe est tué par la petite fille. Les Daleks Imperiaux récupèrent la main d'Omega et l'amène au vaisseau mère. Le Docteur découvre via les écrans de contrôle que le Dalek Imperial n'est autre que Davros et il l'avertit qu'utiliser la Main d'Omega pourrait être dangereux. N'écoutant pas ses conseils, Davros utilise l'artefact qui transforme l'étoile autour de laquelle tourne Skaro, la planète des Daleks, en supernova. Davros réussit à s'enfuir avant qu'une boule d'énergie, issue de la Main d'Omega ne fasse exploser le vaisseau mère.
Ace est prise en otage par Mike, mais celui-ci se fait rattraper par la petite fille, qui l'exécute. Elle tente alors de s'en prendre à Ace. Au même moment, le Docteur apprend au Suprême Dalek que Skaro a été détruite et celui-ci s'autodétruit, brisant le lien entre lui et la fillette, qui finit par s'écrouler en sanglot dans les bras d'Ace. La Main d'Omega retourne auprès des Seigneurs du Temps sur Gallifrey. À l'enterrement de Mike, Ace demande si tout cela fut une bonne chose et le Docteur répond que seul le temps peut en donner la réponse.

### Continuité
- L'épisode compte beaucoup de références au premier épisode de la série, notamment l'année d'arrivée du Docteur à Londres qui est celle de diffusion du pilote. Dans la deuxième partie de l'épisode, Ace allume la télévision sur la BBC et l'on peut entendre la voix d'un présentateur annonçant un nouveau programme de science-fiction dont le nom commence par « Doc... »
- On retrouve le lycée de Coal Hill, dans lequel étaient employés Ian et Barbara  la salle de classe dans laquelle se trouvait Susan ainsi que le livre sur la Révolution française qu'elle tenait[1]. De plus, Ace ne semble pas connaitre le système monétaire en vigueur à l'époque, ce qui renvoie aussi à Susan qui l'ignorait aussi.
- Le premier Dalek se trouve à la décharge des Foreman sur Totter Lane, où le Docteur semble avoir décollé dans « An Unearthly Child » et dans laquelle il repasse dans « Attack of the Cybermen »
- En discutant avec Ace tout en se rendant à Coal Hill, le Docteur fait référence aux événements de « The Dalek Invasion of Earth », « La Genèse des Daleks », « Terror of the Zygons », et de « The Web of Fear. » On le voit réutiliser un appareil qu'il avait utilisé dans « Planet of the Daleks. »[2],[1]
- Le Docteur se voit proposer une place de gardien dans le lycée de Coal Hill. Il acceptera une place similaire dans le même Lycée cinquante ans plus tard dans l'épisode « Le Gardien. »
- La Main d'Omega est un artefact ayant appartenu à Omega, seigneur du temps exilé et principal opposant des épisodes « The Three Doctors » et « Arc of Infinity. »
- Le Docteur s'est déjà moqué de l'impossibilité des Daleks de monter un escalier dans « Destiny of the Daleks » et cet épisode voit pour la première fois un Dalek contourner ce problème en s'élevant.
- Le scénario suggère plusieurs fois que le Docteur a laissé la Main d'Omega sur Terre peu de temps avant le début de « An Unearthly Child » : ainsi le croque-mort explique que le propriétaire du cercueil est censé être « un vieil homme avec des cheveux blancs » une description qui correspond au premier Docteur[3] et le vicaire aveugle dit que la voix du Docteur semble avoir changé. Celui-ci lui répond qu'elle a changé "plusieurs fois."
- On retrouve la guerre entre différentes sortes de Daleks dont parlent les épisodes « Resurrection of the Daleks » et « Revelation of the Daleks »
- Le Docteur appelle par mégarde le capitaine Gilmore "Brigadier" en référence au Brigadier Lethbridge-Stewart et une discussion entre Rachel et le capitaine Gilmore est un rappel d'une discussion entre le Brigadier et Liz dans l'épisode « Spearhead from Space. »[1] Selon le site "tvtropes" la plupart des personnages sont des projections de l'équipe d'U.N.I.T. des épisodes des années 1970 : Gilmore est Lethbridge-Stewart , Rachel est Liz Shaw, Alison est Jo Grant et Mike Smith est une combinaison du Capitaine Mike Yates et du Sergent Benton[4].
- Le Docteur se présente à Davros comme étant le "Président élu du Haut Conseil des Seigneurs du Temps." C'est effectivement la position qu'il tenait à la fin de « The Five Doctors » mais au début de « The Mysterious Planet » on a appris qu'il avait été démis de ses fonctions par suite de son absence. Il est donc peu probable qu'il le soit à nouveau au moment où il prononce cette phrase.
- La destruction de Skaro semble ne pas avoir de suite. Elle apparaît intacte dans le téléfilm « Le Seigneur du Temps ». Un épisode de la saison 27 nommé "War of the Daleks" devait expliquer qu'elle a survécu à l'attaque, mais l'épisode ne fut pas produit à cause de l'arrêt de la série. Cependant, on apprend dans l'épisode de la saison 9 (ou 35) "La Sorcière et son pantin", que les daleks ont reconstruit leur planète d'origine avec l'aide de Davros.

### Écriture

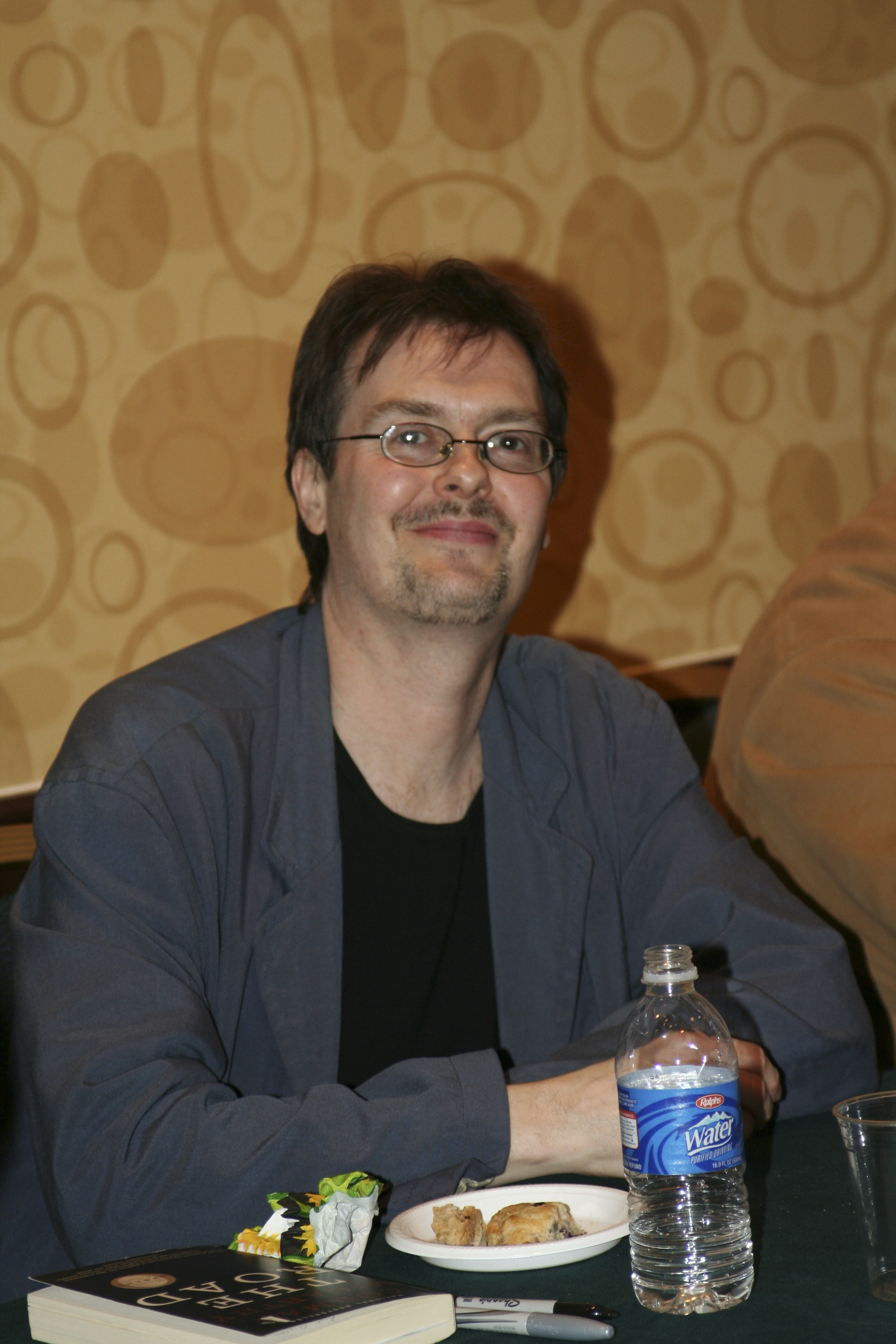
Andrew Cartmel en 2008

### Tournage

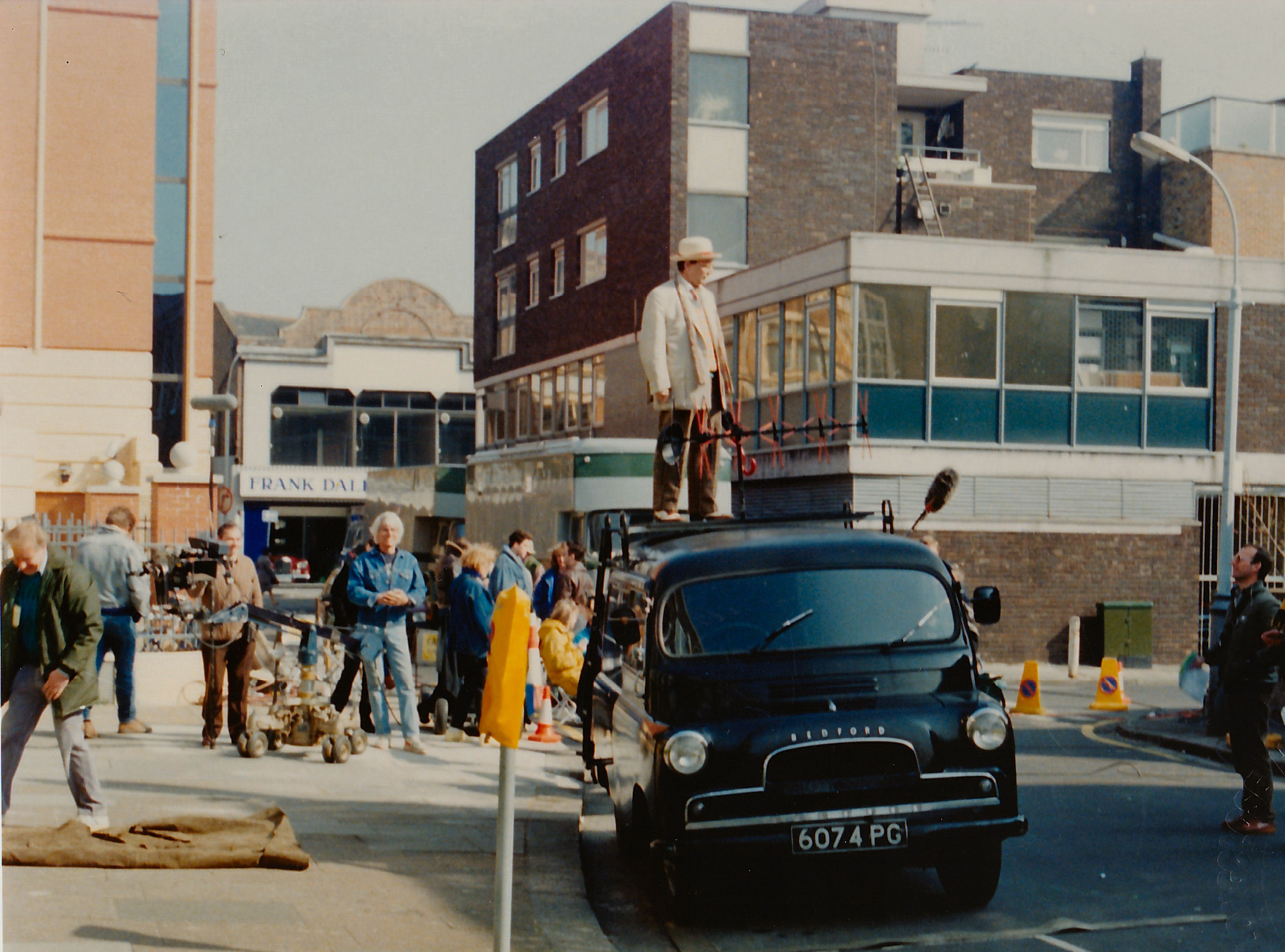
Tournage de l'épisode avec Sylvester McCoy.